# Arna (namn)
För andra betydelser, se Arna.
Arna är ett fornnordiskt kvinnonamn, ursprungligen en kortform av namn som började på Ar(i)n- (örn). Senare har det uppfattats som en femininform av Arne.
Den 31 december 2014 fanns det totalt 104 kvinnor folkbokförda i Sverige med namnet Arna, varav 52 bar det som tilltalsnamn.
Namnsdag: saknas (4 augusti (1986-1993) i svenska almanackan). I den finlandssvenska namnsdagslängden har Arna namnsdag 16 november sedan 1973.